# مارپیچ (فیلم ۲۰۲۱)
مارپیچ (انگلیسی: Spiral) یک فیلم ترسناک و هیجان انگیز آمریکایی در سال ۲۰۲۱ به کارگردانی دارن لین بوسمن و نویسندگی جاش استالبرگ و پیتر گولدفینگر است. این نهمین قسمت از مجموعه فیلم‌های اره است و ستارگانی از جمله کریس راک و ساموئل ال. جکسون در فیلم به ایفای نقش می‌پردازند.
این فیلم پس از تأخیر در تاریخ اکران اصلی خود، ۱۵ مه ۲۰۲۰، به دلیل دنیاگیری کروناویروس در ۲۱ مه ۲۰۲۱ توسط لاینزگیت فیلمز در ایالات متحده اکران شد.

## داستان
داستان این فیلم، درمورد قتل‌های وحشتانکی است که یک فرد شبیه فیلم‌های دیگر مجموعه اره، نیروهای پلیس را به دلیل برخی مسائل فردی مجازات می‌کند.